# Le Moustier

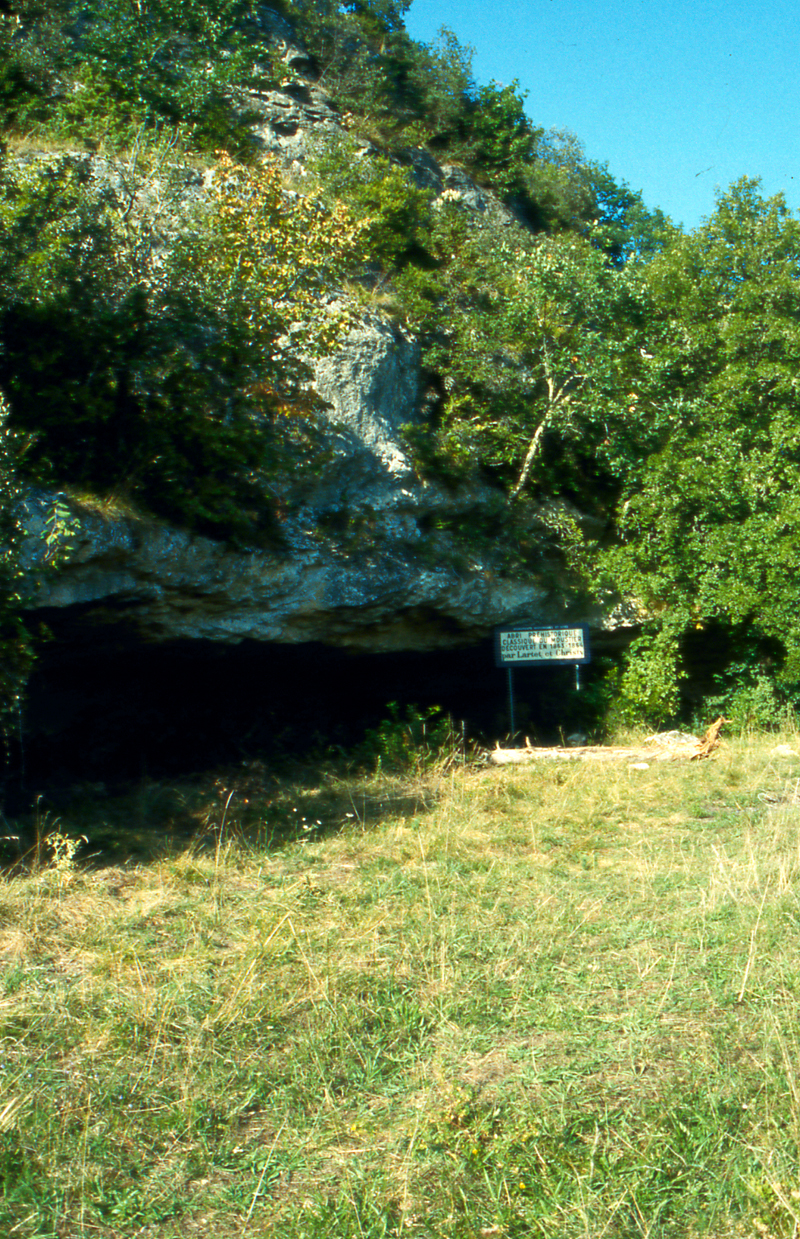

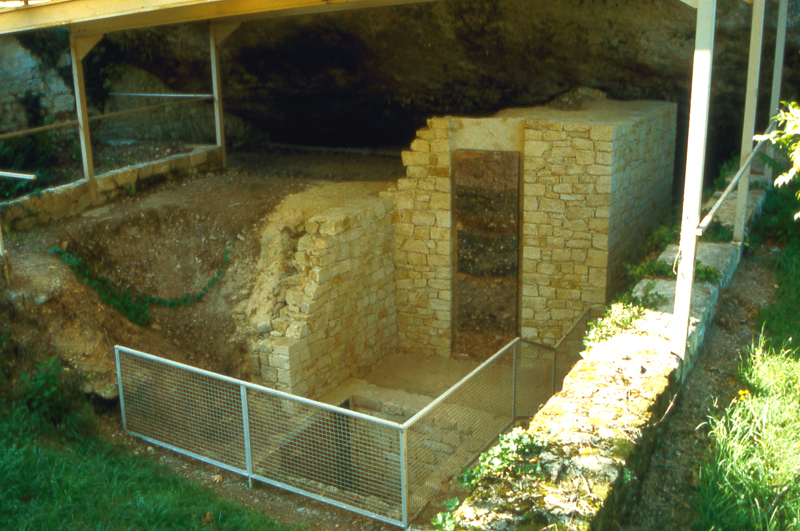

Le Moustier – stanowisko archeologiczne znajdujące się na terenie Francji, w Peyzac-le-Moustier w departamencie Dordogne. Badane było już od początków XX wieku przez wielu archeologów, m.in. Jeana-Philippe'a Rigauda czy Denisa Peyron'ego. Najstarsze ślady pobytu człowieka w tej jaskini pochodzą sprzed ok. 287 tys. lat.